# Strhaře
Strhaře (německy Strharz) jsou obec v okrese Brno-venkov v Jihomoravském kraji. Rozkládají se v Hornosvratecké vrchovině, v přírodním parku Svratecká hornatina, přibližně deset kilometrů severně od Tišnova. Člení se na dvě části: Strhaře a Žleby. Žije zde 146 obyvatel.

## Název
Na vesnici bylo přeneseno původní označení jejích obyvatel Strhaři. Staré obecné strhař se užívalo ve významu "soustružník", ale je možné, že zde šlo o význam "kdo strhává kůru stromů".

## Historie
První písemná zmínka o obci pochází z roku 1390 (Strharzye).

## Obyvatelstvo
| Rok            | 1869 | 1880 | 1890 | 1900 | 1910 | 1921 | 1930 | 1950 | 1961 | 1970 | 1980 | 1991 | 2001 | 2011 | 2021 |
| -------------- | ---- | ---- | ---- | ---- | ---- | ---- | ---- | ---- | ---- | ---- | ---- | ---- | ---- | ---- | ---- |
| Počet obyvatel | 265  | 278  | 274  | 299  | 309  | 310  | 302  | 239  | 225  | 200  | 179  | 149  | 139  | 123  | 134  |
| Počet domů     | 34   | 42   | 43   | 48   | 48   | 49   | 49   | 54   | 53   | 56   | 47   | 57   | 63   | 63   | 68   |

Vývoj počtu obyvatel obce Strhaře
| Rok            | 1869 | 1880 | 1890 | 1900 | 1910 | 1921 | 1930 | 1950 | 1961 | 1970 | 1980 | 1991 | 2001 | 2011 | 2021 |
| -------------- | ---- | ---- | ---- | ---- | ---- | ---- | ---- | ---- | ---- | ---- | ---- | ---- | ---- | ---- | ---- |
| Počet obyvatel | 188  | 180  | 175  | 205  | 218  | 227  | 223  | 172  | 155  | 144  | 129  | 109  | 105  | 91   | 103  |
| Počet domů     | 23   | 29   | 31   | 34   | 36   | 37   | 38   | 40   | —    | 40   | 36   | 44   | 46   | 47   | 53   |

Vývoj počtu obyvatel části obce Strhaře

## Obecní správa
Od 50. let 19. století do 70. let 19. století byly Strhaře osadou obce Kozárov v okrese Brno. Od 70. let 19. století byly obcí v okrese Velké Meziříčí, poté od první dekády 20. století  do roku 1960 v okrese Tišnov, od roku 1960 do 31. prosince 2006 v okrese Blansko a od 1. ledna 2007 v okrese Brno-venkov.

## Doprava
Katastrem obce vede silnice III/3773 z Lomnice směr Bedřichov a Černovice, z níž se v osadě Žleby odpojuje slepá odbočka III/3776 do obce Osiky. Do samotné vsi Strhaře odbočuje silnice III/3375, rovněž slepá.
Obec je součástí Integrovaného dopravního systému JMK a leží na rozhraní tarifních zón 340 a 257 (zastávka Osiky, rozcestí v osadě Žleby). Všechny zastávky na území obce obsluhuje autobusová linka 333 z Tišnova.

## Pamětihodnosti
- Kaple Panny Marie Růžencové

## Galerie

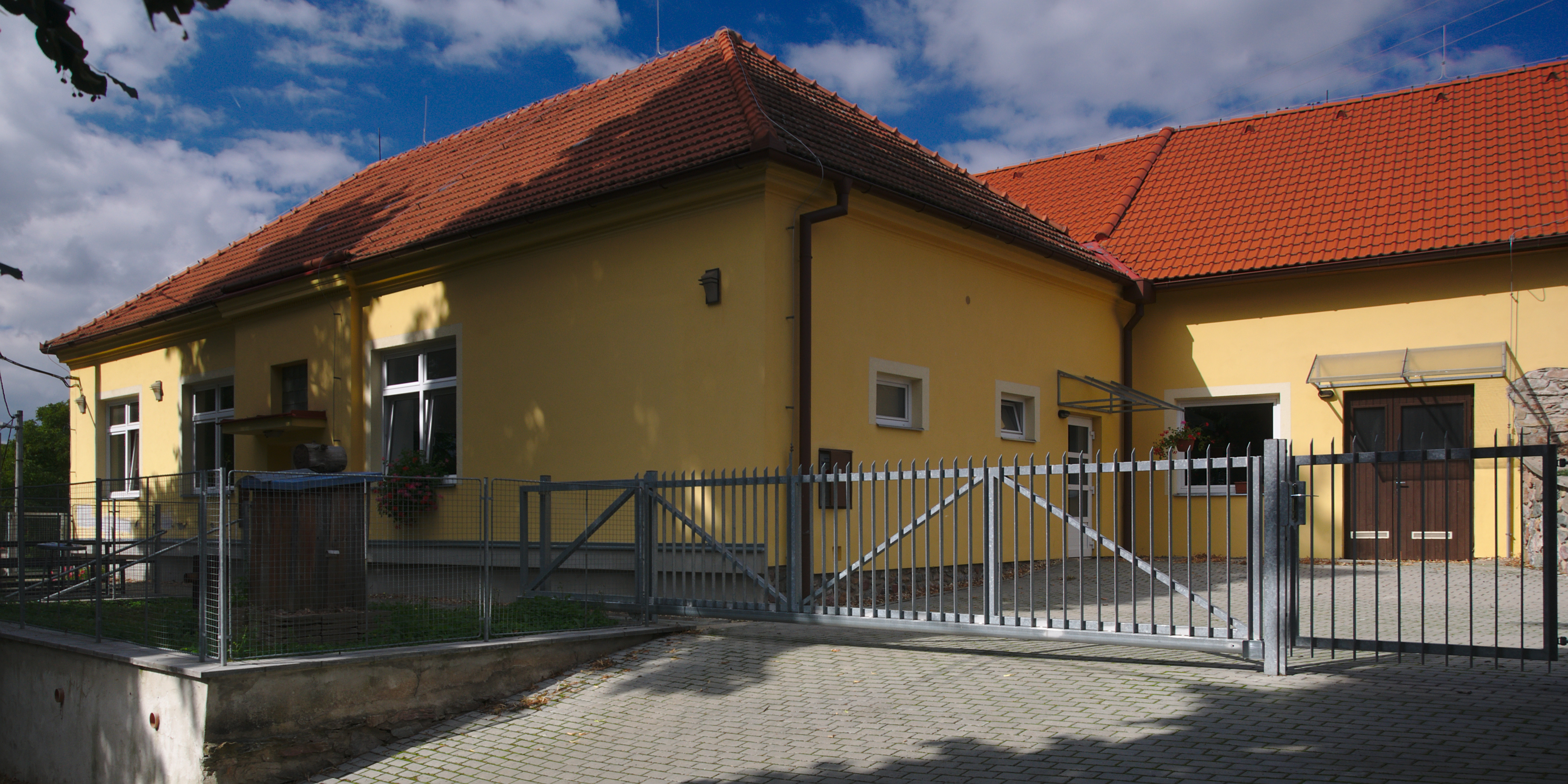
Hospoda
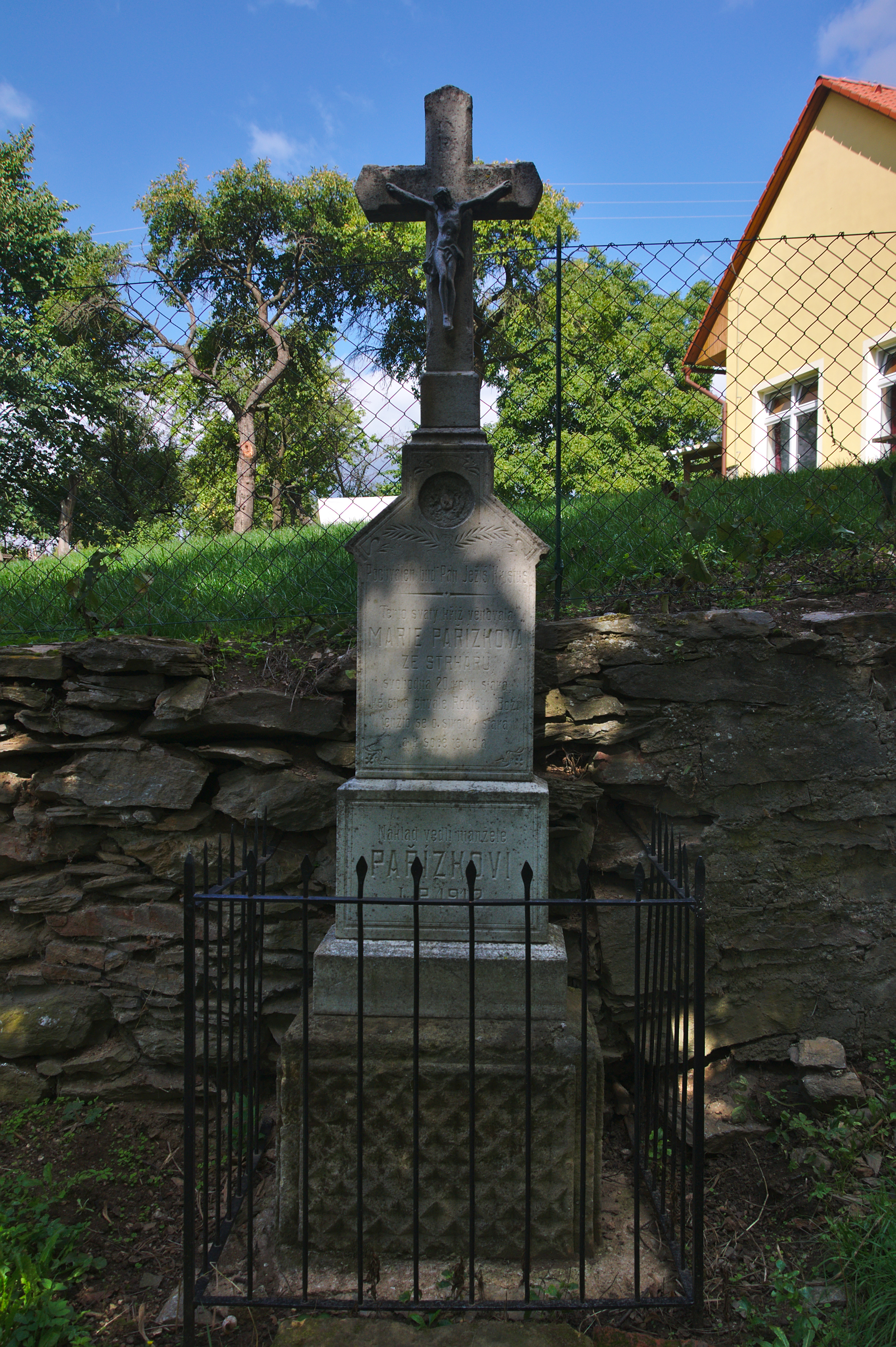
Kříž u hospody
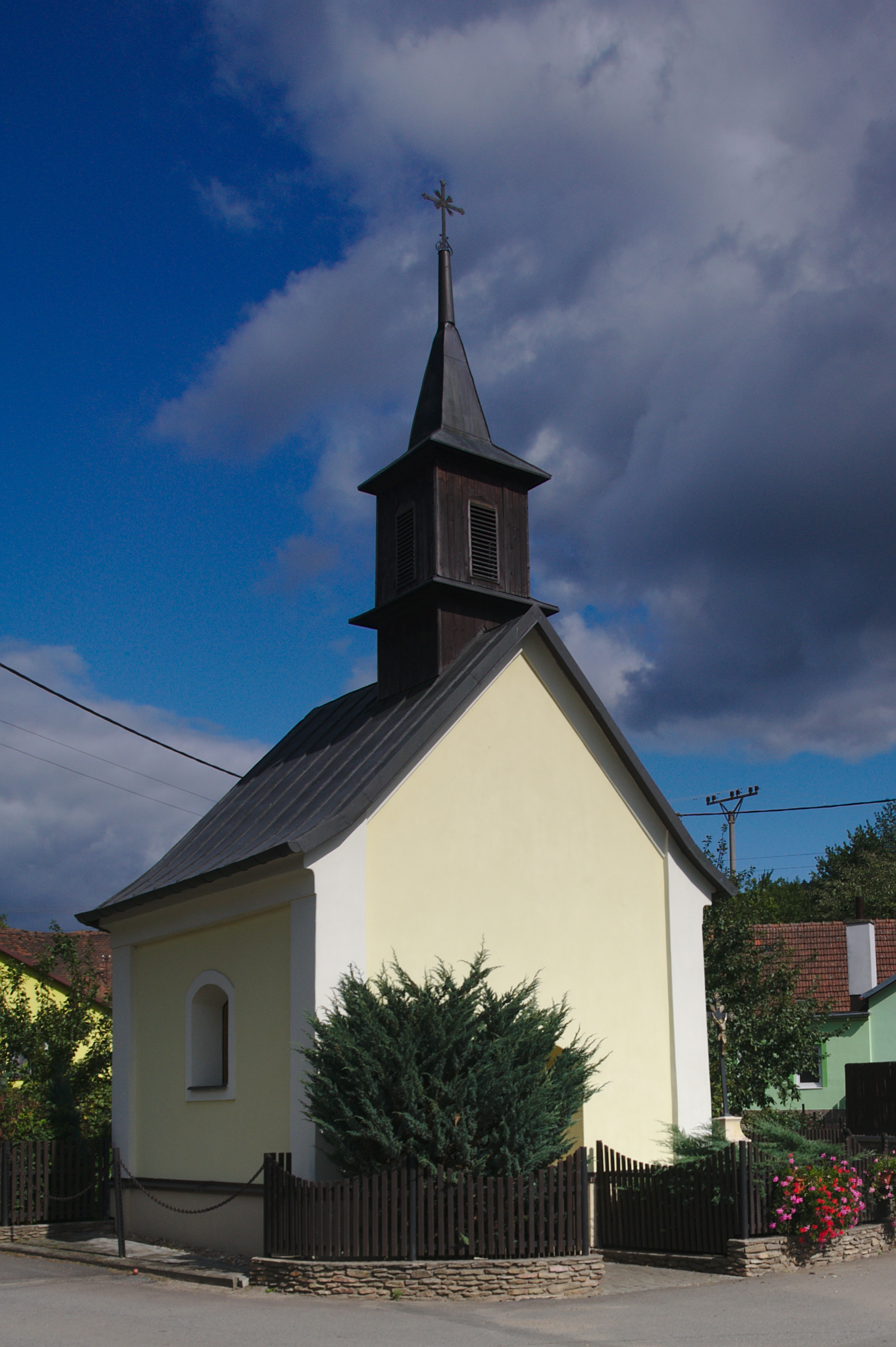
Kaple Panny Marie Růžencové
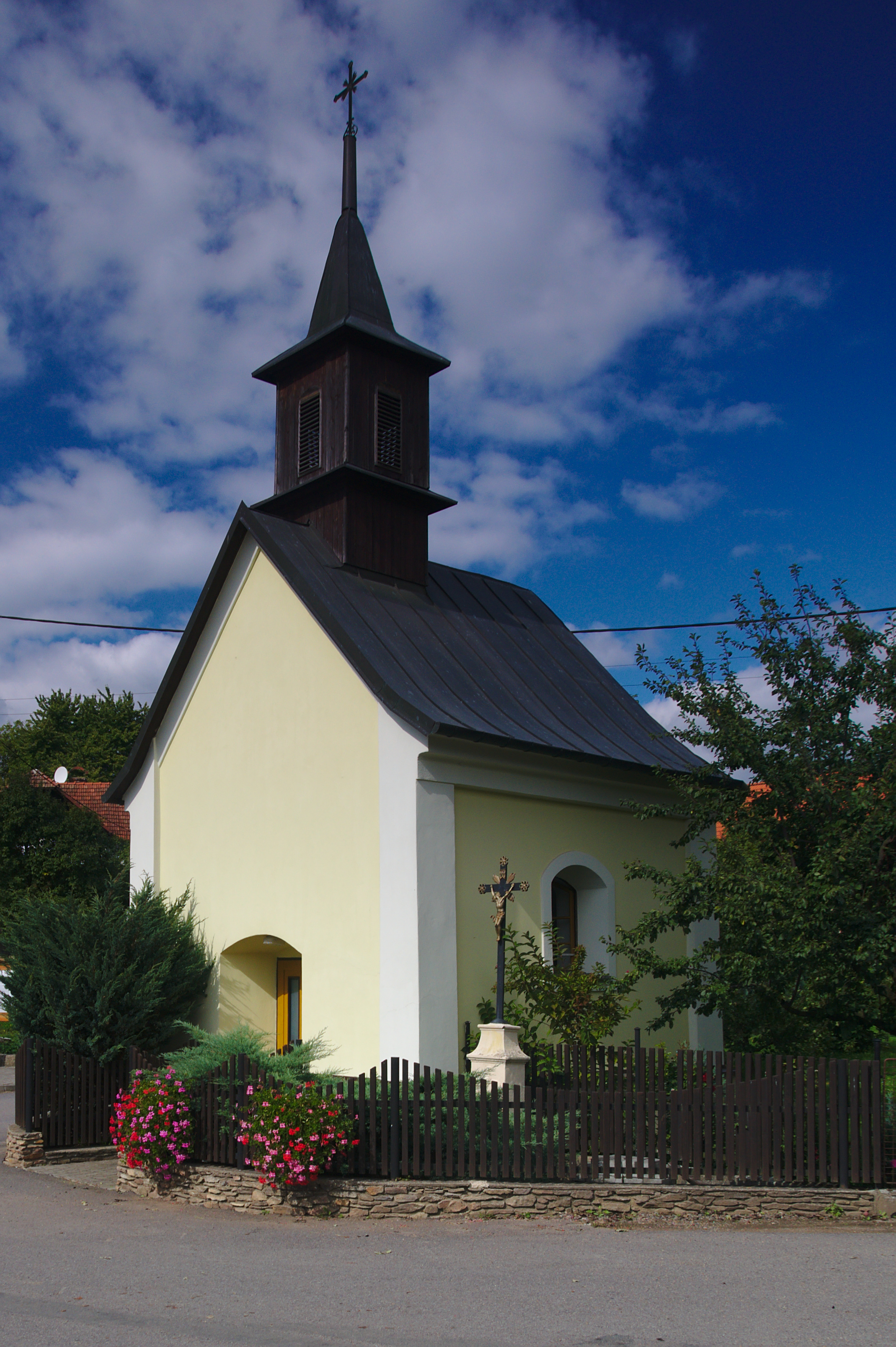
Náves
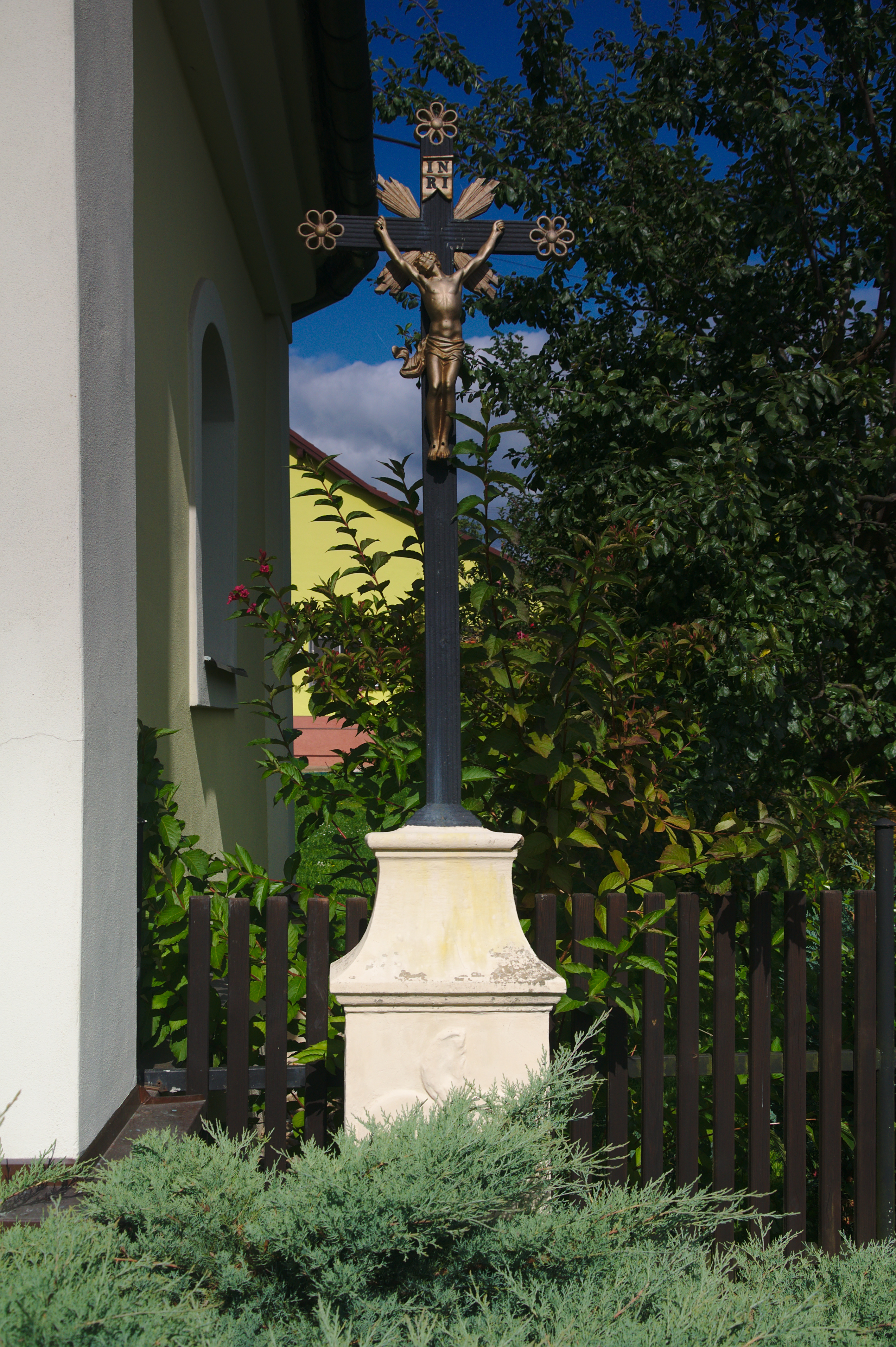
Kříž vedle kaple
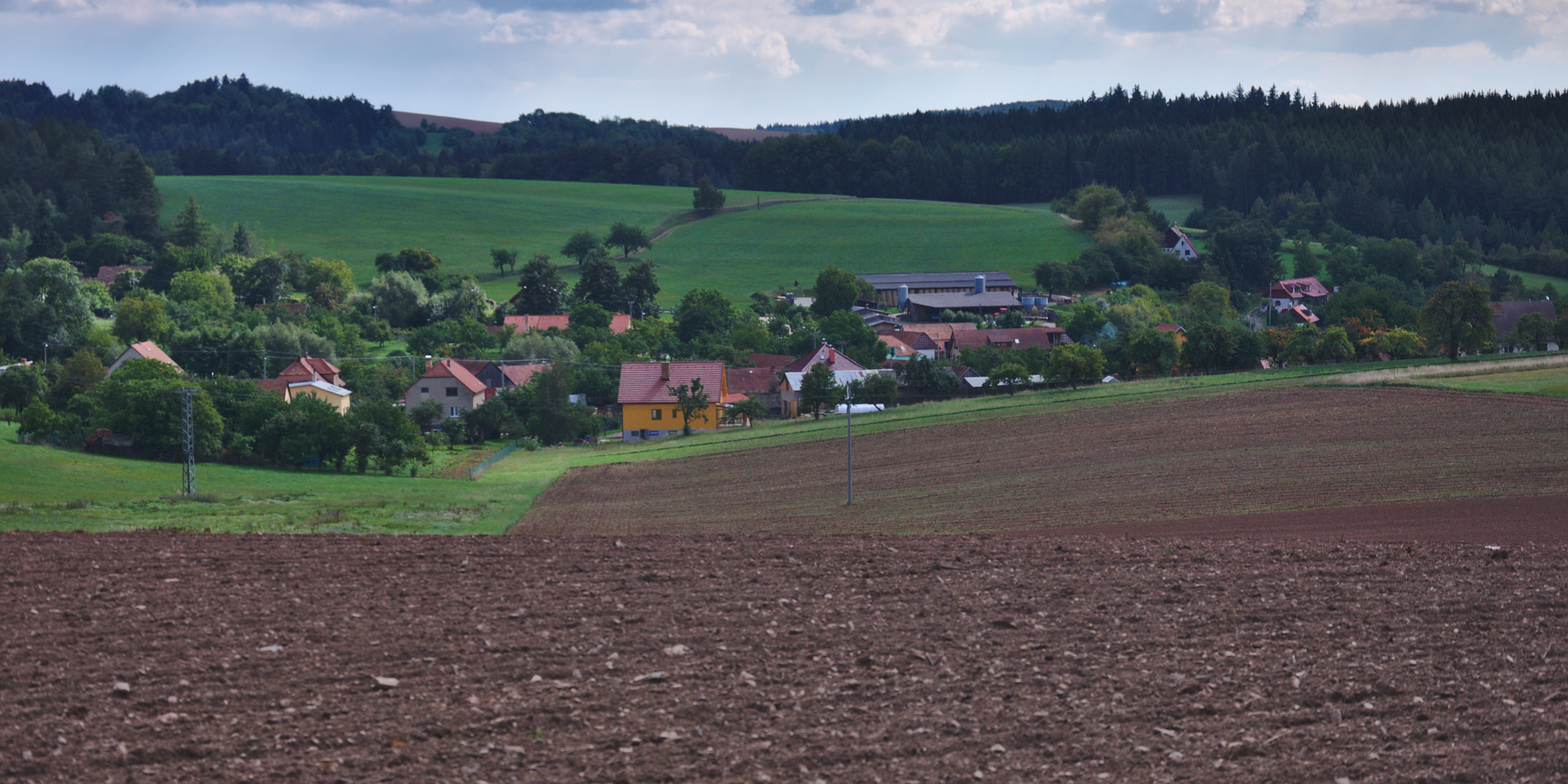
Pohled na obec od západu
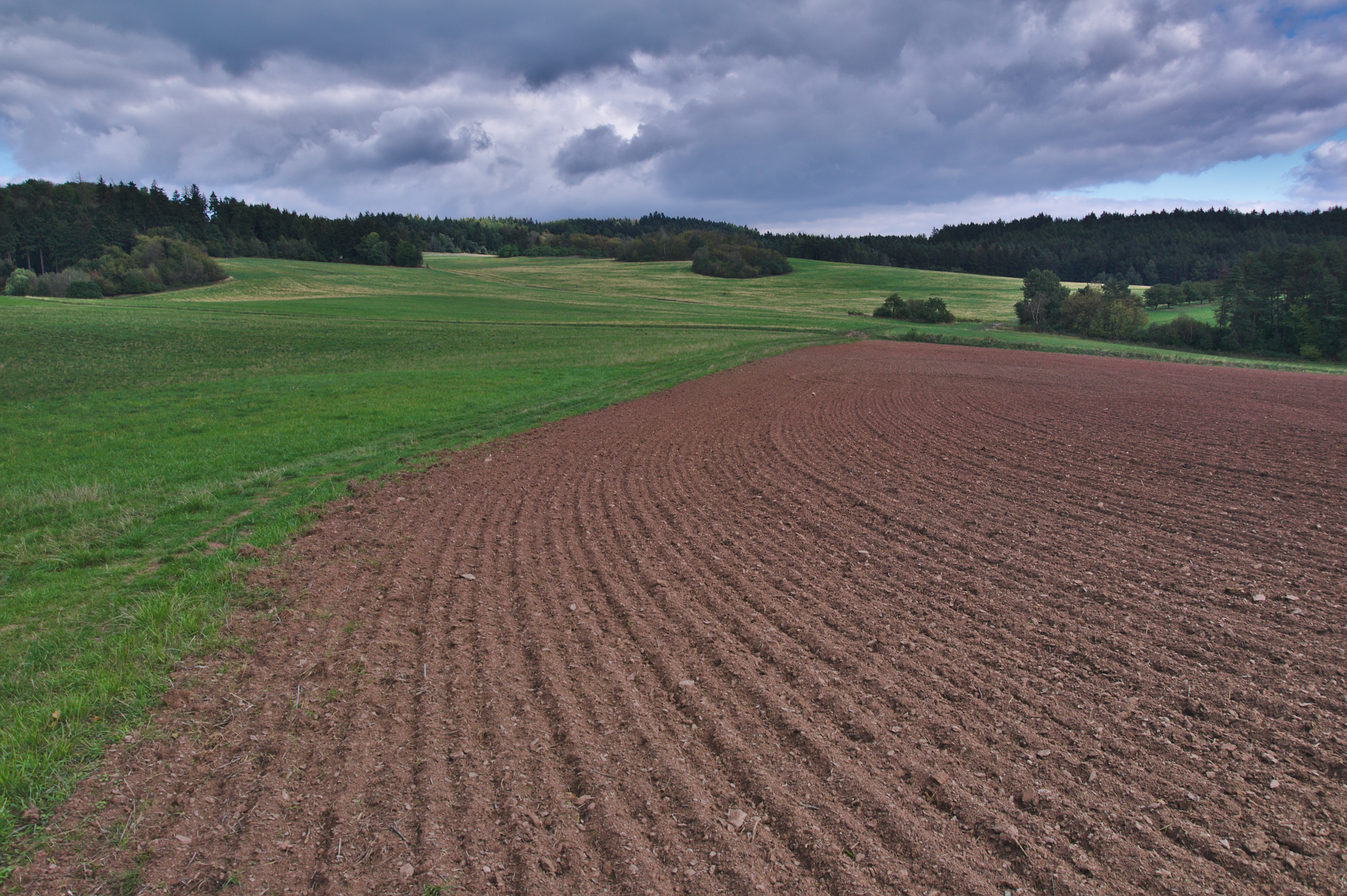
Krajina v okolí obce